# Take Five

Джо Морелло, Дейв Брубек, Юджин Райт и Пол Десмонд исполняют «Take Five» в Бельгии в 1964 г.

Take Five ([Тэйк файв], буквально — «возьми пять»; название иногда переводится как «Пять четвертей» или «Держи пять») — джазовая композиция, записанная впервые квартетом Дейва Брубека в 1959 году для альбома Time Out. Композицию сочинил Пол Дезмонд на основе ритма барабанщика Джо Морелло.
Написанная в тональности ми-бемоль минор, она известна своим двухаккордным фортепианным вампом, цепляющей блюзовой мелодией саксофона, изощрённым барабанным соло и использованием размера 5/4.
Название «Take Five» является фразеологизмом, который обозначает «сделать небольшой перерыв», и при этом очевидно обыгрывает необычный музыкальный размер композиции.

## История
Записанная 1 июля 1959 в студии «Columbia Records' 30th Street Studio» в Нью Йорке, за два года композиция стала хитом и самым продаваемым джазовым синглом. «Take Five» давно перешла в разряд джазовых стандартов, исполняется множеством музыкантов и коллективов, постоянно звучит на радио и использована при озвучивании многих фильмов в кино и на телевидении.
Известны также фортепианная аранжировка «Take Five» и вокальное исполнение Кармен Макрей с текстом Лоры Брубек и Дейва Брубека.

## Использование композиции
Используется в качестве саундтрека  для кинофильмов и сериалов
- «Продавец воздуха» (1967)
- «Электрический ток (учебный фильм, Свердловская киностудия)» (1978)
- «Отпуск в сентябре» (1979)
- «Когда святые маршируют (Ленфильм)» (1990)
- «Плезантвиль» (1998)
- «Константин: Повелитель тьмы» (2005)
- «Без изъяна» (2007)
- В тринадцатой серии шестого сезона сериала  «Клан Сопрано» (2007)  «Soprano Home Movies»
- «Сурен и Альберт» (2010)
- «Бомба» (2012)
- «Скажи что-нибудь» (1989)
- В эпизоде сериала «Сверхъестественное»
- В четвёртой серии серии третьего сезона сериала «Твин Пикс»

В анимации
- Используется в качестве саундтрека анимационного фильма «5/4» от Ивана Максимова
- Используется  во втором эпизоде восемнадцатого сезона «Jazzy and the Pussycats» сериала «Симпсоны»,
- Используется  эпизодах фильма «Поп Америка» Ральфа Бакши

В телешоу
- В качестве фоновой музыки для передачи «Наобум» выпускавшейся на телеканале "Пятый"
- В телешоу  от канала НТВ «И снова здравствуйте» интерпретация мелодии использовалась в качестве саундтрека для некоторых эпизодов.
- В скетч-шоу «Маски-шоу», в качестве фоновой музыки в эпизоде  «Cool Cafe»[4]
- Использовалась как фоновая музыка в телеигре «Что? Где? Когда?» .

В радиошоу
- Используется как фоновая музыка во время воскресных эфиров Ксении Лариной на радио «Эхо Москвы»
- Используется в качестве заставки в передаче «Время джаза» на Радио Свобода[5] и в передаче «Когда не хватает джаза» на Радио России.
- Используется в качестве фоновой музыки  авторской передачи Геры Мартелла в рамках эфиров для   Физтех. Радио

В компьютерных играх
- Интерпретация мелодии использована в заставке игры «Chessmaster» на платформе NES.
- В качестве фоновой музыки на одном из уровней игры "Полная Труба" от  Pipe Studio

В музыке
- Использована в качестве сэмпла для композиции "Поезд" исполненной группой "Чиж и ко"